# 1783
Évszázadok: 17. század – 18. század – 19. század
Évtizedek: 1730-as évek – 1740-es évek – 1750-es évek – 1760-as évek – 1770-es évek – 1780-as évek – 1790-es évek – 1800-as évek – 1810-es évek – 1820-as évek – 1830-as évek
Évek: 1778 – 1779 – 1780 – 1781 –  1782 – 1783 – 1784 – 1785 – 1786 – 1787 – 1788

## Események
- március 13. – II. József rendeletben engedélyezi a magyarországi zsidóknak az iskolaállítást, a szabad ipari foglalkozást, bérelt földeken történő gazdálkodást, szabad királyi városokban való letelepedést, az anyanyelven történő istentiszteletet.[1]
- április 19. – A cári Oroszország annektálja és Tavrida néven önálló kormányzóságként a birodalomhoz csatolja a Krími Tatár Kánságot.[2]
- április 25. – II. József magyarországi körútra indul.
- július 8. – Izlandon kitör a Laki vulkán, kb. 130 krátere szinte egyszerre robbant fel, októberig folyamatosan aktív, az utolsó kitörése 1784 tavaszán került sor. Tíz köbkilométer láva ömlött ki, a Föld légkörébe pedig hatalmas mennyiségű mérgező hidrogén-fluoridot és kén-dioxidot tartalmazó gáz került.
- szeptember 3. – A párizsi békeszerződés(wd) lezárja az amerikai függetlenségi háborút.[3]
- november 1. – II. József állami papnevelő intézetek létrehozását rendeli el.[4]
- november 21. – Jean-François Pilâtre de Rozier francia fizikus és François Laurent d’Arlandes márki légi utazást hajt végre a Montgolfier fivérek hőlégballonjával.[5]
- december 9. – II. József elrendeli a budai egyetem Pestre való áthelyezését, valamint a Helytartótanács átköltöztetését Pozsonyból Budára.
- december 22. – II. József Rómában meglátogatja VI. Piusz pápát.

## Születések
- január 23. – Stendhal, (Marie-Henri Beyle) francia író († 1842)
- március 12. – Kőszeghi-Mártony Károly, építőmérnök, hadmérnök, a sűrített levegős légzőkészülék és a gulyáságyú feltalálója († 1848)
- március 22. – Balassa Gábor, szombathelyi püspök († 1851)
- szeptember 27. – I. Ágoston, mexikói császár († 1824)
- szeptember 30. – Habsburg–Lotaringiai Rainer József, német-római császári herceg, osztrák főherceg, magyar és cseh királyi herceg, 1848-ig a Lombard–Velencei Királyság alkirálya († 1853)
- október 11. – Heinrich Julius Klaproth, német nyelvész, orientalista, az MTA tagja († 1835)
- október 14. – Palóczy László, liberális reformpolitikus, Borsod vármegye országgyűlési követe († 1861)
- november 18. – Perényi Zsigmond, a főrendiház másodelnöke, az 1848–49-es szabadságharc vértanúja († 1849)
- december 20. – Boros Ferenc, a Helytartótanács titkára, költő († 1810)
- december 23. – Giovanni Berchet olasz költő († 1851)

## Halálozások
- március 22. – Nádasdy Ferenc, magyar főnemes, császári tábornagy, horvát bán (* 1708)
- április 29. – Bernardo Tanucci, itáliai államférfi (* 1698)
- július 15. – Kollár Ádám Ferenc, jogtudós, császári és királyi tanácsos, a bécsi királyi könyvtár igazgatója (* 1718)
- július 19. – Johann Jakob Bodmer, svájci filológus (* 1698)
- szeptember 18. – Leonhard Euler, svájci matematikus (* 1707)
- október 29. – Jean le Rond d’Alembert, francia matematikus, filozófus, mérnök, enciklopédista (* 1717)
- december 6. – Jelky András, utazó, kalandor (* 1730)
- december 16. – Johann Adolph Hasse, német barokk zeneszerző (* 1699)

Bizonytalan dátum
- Pedro Messía de la Cerda, spanyol tengerésztiszt és gyarmati tisztviselő, az Új-Granada alkirálya (* 1700)